# Tamașlîc
Valea Seacă „Tamașlîc” este o arie protejată, situată la nord-est de orașul Grigoriopol, raionul Dubăsari, Republica Moldova. Rezervația este inclusă în ocolul silvic Grigoriopol, Geamănat, parcelele 18, 19; Popeasca, parcelele 14 și 17. Are o suprafață de 394 ha. Obiectul este administrat de Gospodăria Silvică de Stat Bender.